# Caecilia subdermalis
Caecilia subdermalis là một loài lưỡng cư thuộc họ Caeciliidae.
Đây là loài đặc hữu của Colombia.
Môi trường sống tự nhiên của chúng là vùng núi ẩm nhiệt đới hoặc cận nhiệt đới, vùng đồng cỏ, các đồn điền, vườn nông thôn, và rừng thoái hóa nghiêm trọng.